# Niqab-fallet
Niqab-fallet är ett svenskt rättsfall som uppmärksammades under 2000-talet. Bakgrunden till rättsfallet var att en kvinnlig studerande vid ett vuxengymnasium i Stockholm nekades en plats på barnskötarutbildningen på grund av att hon bar niqab. Kvinnan valde då i januari 2009 att anmäla Stockholms stad till Diskrimineringsombudsmannen (DO). Stockholms stad valde att motivera hennes avstängning med att Skolverket hade utfärdat en riktlinje som gav skolor rätt att neka studerande att bära burka eller niqab.
I anslutningen till anmälan gjorde ett flertal svenska politiker, däribland utbildningsministern, uttalanden att det borde vara tillåtet för skolor att neka studerande som bär burka och niqab i skolan. Eftersom kvinnan fick gå klart utbildningen trots förbudet ansåg DO att det inte var självklart att hon diskriminerats och valde därför att inte driva ärendet till domstol för rättslig prövning. 